# Buzáné Fábri Éva
Buzáné Fábri Éva (gyakran y-nal: Fábry Éva) (Rákoshegy, 1928. augusztus 5. – Budapest, 1994. május 4.) televíziós és rádiós szerkesztő.

## Életpályája
Zongoraművésznek készült, a Zeneakadémián Kadosa Pál, Kodály Zoltán, Szabolcsi Bence, Weiner Leó növendéke volt. Oklevele megszerzése után Révai József utasítására a Magyar Rádióhoz került komolyzenei szerkesztőnek. 1952-ben Ki mit szeret? címmel indította első, könnyűzenei kívánságműsorát. 1957-ben a megalakuló televízió munkatársa lett. Eleinte rendezett is, de végül a szerkesztésnél állapodott meg. Igazán ismertté azonban 1971-től jelentkező kívánságműsorával vált. 1982-ben az általa szerkesztett adásokból retrospektív sorozatot mutatott be a Magyar Televízió.
Kitalálója és évtizedekig szerkesztője volt az Önök kérték című műsorsorozatnak. Az 1960-as években többek között ő teremtette meg az MTV tömegszórakoztató tevékenységét. Kolozsi Béla A szerkesztő című portréfilmjében örökítette meg egyéniségét.

## Munkahelyei
- Magyar Rádió
- Magyar Filharmónia Extrád Osztály
- Magyar Rádió (1956)
- Magyar Televízió (1957–1986)

## Filmjei
- Egy kis móka, egy kis nóta – szerkesztő (magyar szórakoztató műsor, 1981)
- A hiba nem az almában van –  szerkesztő (magyar tévéfilm, 66 perc, 1981)
- Heltai Jenő: Naftalin – dramaturg (magyar tévéfilm, 63 perc, 1978)
- Őfelsége, a nő – szerkesztő (magyar zenés film, 1977)
- Plusz egy fő – szerkesztő (magyar szórakoztató műsor, 106 perc, 1966)
- Színészek a porondon – szerkesztő (magyar cirkuszfilm, 90 perc, 1963)

## Főbb műsorai
- Szilveszter – rendező: Deák István (1961)
- Csudapest – rendező: Deák István (1962)
- TV presszó – rendező: Seregi László (1963)
- Szilveszter – rendező: Deák István, Seregi László (1964)
- Szilveszter – rendező: Horváth Ádám, Bednai Nándor (1965)
- Szilveszter – rendező: Marton Frigyes, Deák István (1966)
- Szilveszteri bohózat – rendező: Marton László (1969)
- Zenés elvonókúra – rendező: Kalmár Tibor (1970)
- Gózon Gyula-emlékest – rendező: Buzáné Fábry Éva (1972)
- Nem is olyan nevetséges – rendező: Horváth Tivadar (1972)
- Kellér Dezső műsora – rendező: Kalmár Tibor (1974)
- Színész és a változó világ: Tímár József – rendező: Gábor Pál (1980)
- Színész és változó világ: Domján Edit – rendező: Gábor Pál (1981)
- Színész és Változó világ: Tőkés Anna – rendező: Gábor Pál, Bilicsi Erzsébet (1981)
- Színész és Változó világ: Perczel Zita – rendező: Gábor Pál (1981)
- Nevetni kell ennyi az egész – rendező: Bilicsi Erzsébet (1994)

## Díjai, elismerései
- Szocialista Kultúráért
- Munka Érdemrend, bronz fokozat (1982)
- SZOT-díj (1985, megosztva)